# Gretchentragödie
Die Gretchentragödie ist ein offenes Drama, das Johann Wolfgang Goethe in den Urfaust von 1772 einflocht und überarbeitet in sein Hauptwerk Faust I übernahm. Sie beschreibt das Auseinanderbrechen des Liebesverhältnisses zwischen Faust und Margarete, stellt sich motivisch neben die Tragödie des Gelehrten und fließt am Ende von Faust II überhöht und geläutert mit dieser zusammen.
In früheren Varianten des Fauststoffs, den Goethe aufgegriffen hat, kommt hingegen eine Helena vor, die als heidnisches Bild Fausts Begehren entfacht (siehe Fauststoff). Goethe wählt in der Gretchentragödie keinen dämonischen und in Wahrheit leblosen weiblichen Gegenpart für Faust, sondern eine Unschuldige, die von ihm ins Verderben gezogen wird.

## Inhalt

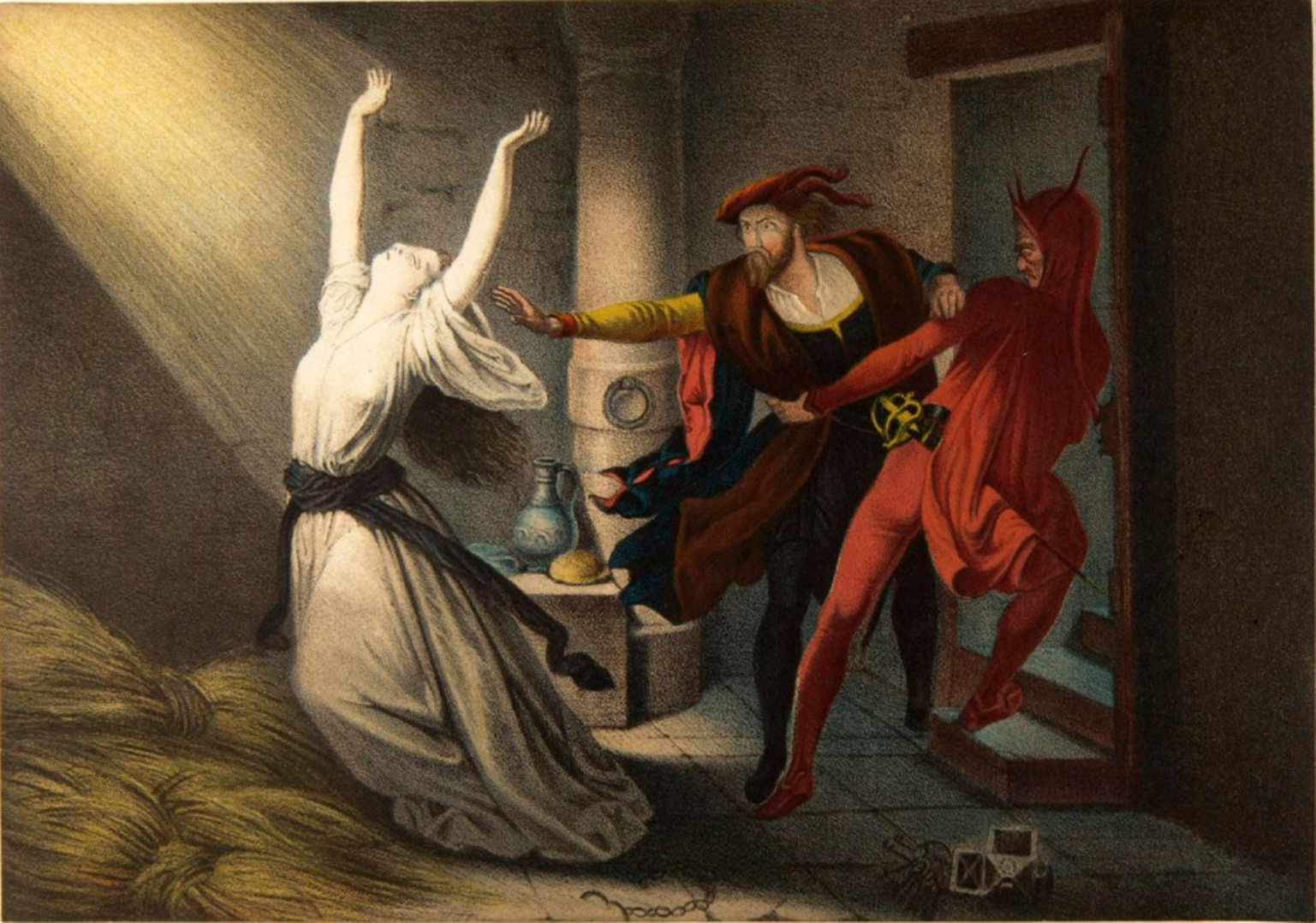
Tragödie erster Teil, Faust und Mephisto im Kerker, Lithographie von Joseph Fay

Die Szene Straße fungiert dabei als Exposition und beschreibt die erste Begegnung der beiden Charaktere. Gretchen – die bezeichnenderweise gerade die Kirche verlässt – verhält sich reserviert gegenüber der unmittelbaren Ansprache durch Faust (sie hält ihn für einen Adeligen, da er als Junker auftritt), der wiederum – angetrieben von der vorangegangenen Verjüngung in der Szene Hexenküche – sich sofort begeistert von Gretchen zeigt und in ihr das wunderschöne Frauenbild erkennt, das ihm dort im Zauberspiegel erschienen ist.
Faust besucht daraufhin am Abend in Begleitung Mephistos das Zimmer Gretchens und ist fasziniert: Wie atmet rings Gefühl der Stille, Der Ordnung, der Zufriedenheit! In dieser Armut welche Fülle! In diesem Kerker welche Seligkeit!  Er hinterlässt schließlich ein Kästchen mit Schmuck, das er von Mephisto als erbetenes Geschenk erhalten hat. Zuvor wird in einem kurzen Monolog Gretchens deutlich, dass sich in ihr nach der anfänglichen Reserviertheit Neugier und Interesse an Faust regen. Unmittelbar bevor sie das Geschenk findet, wird Gretchens Bereitschaft zu und Sehnsucht nach einer „romantischen Liebesbeziehung“ durch den Gesang der Ballade Der König in Thule deutlich.
Fausts Geschenk wirkt nicht lange, da Gretchen sich nach der überraschenden Entdeckung gleich an ihre beiden Fixpunkte „Familie“ und „Kirche“ wendet und den Schmuck ihrer Mutter überlässt, die das Geschenk an den Pfarrer weiterreicht. Faust erfährt dies durch ein Gespräch mit Mephisto während eines Spaziergangs, in dem er Mephisto auch bittet, ein weiteres Mal Schmuck in Gretchens Zimmer zu hinterlegen.
Gretchen trifft sich unterdessen in der Nachbarin Haus mit Marthe und erzählt ihr von dem zweiten Kästchen. Ganz nach Mephistos Vorbild empfiehlt Marthe, den Schmuck auf keinen Fall ein zweites Mal der Mutter zu überlassen, sondern lieber von Zeit zu Zeit den Schmuck geheim anzulegen.
Mephisto macht sich anschließend in der gleichen Szene um Faust verdient: Er teilt Marthe mit, dass ihr Mann gestorben sei. Diese ist vordergründig voller Trauer, verrät sich jedoch durch ihr Entsetzen über das fehlende Erbe ihres Mannes. Alsbald verlangt sie eine Bestätigung für seinen Tod, wohl um sich anderen Männern zuwenden zu können. Mephisto verspricht einen zweiten Zeugen – Faust – und vereinbart ein gemeinsames Treffen zu viert, über das er Faust auf der Straße wenig später informiert. Der weigert sich zunächst zu lügen, doch gibt er angesichts der Chance, Gretchen wieder zu treffen und kennenzulernen, schließlich nach.
Bei dem vereinbarten Treffen im Garten der Nachbarin spazieren die beiden Paare (Faust mit Gretchen und Mephisto mit Marthe) umher und unterhalten sich. Marthe macht sich schamlos an Mephisto heran, der jedoch Unverständnis für ihre vieldeutigen Bemerkungen vortäuscht. Gretchen und Faust gestehen sich ihre Gefühle und bekennen einander ihre Liebe. In einem Gartenhäuschen kommt es schließlich zu der einzigen beschriebenen Liebesszene zwischen Faust und Gretchen, die jedoch von Mephisto unterbrochen wird.
Faust gewinnt anschließend in der Szene Wald und Höhle – dem Wendepunkt des Dramas – Abstand zu den geschehenen Ereignissen und erkennt, dass er Gretchens Welt zerstören muss, wenn er mit ihr zusammenkommen möchte. Er „entmephistophisiert“ sich und kehrt beinahe zu seinem früheren Streben nach Höherem zurück. Faust ist ruhelos, aufbrausend, hinterfragend und hat ein kritisches Verhältnis zur Religion, während Gretchen ein geregeltes und geordnetes Leben nach vorgegebenen Erwartungen und Mustern zwischen Familie und Kirche führt. Doch Mephisto erscheint in just diesem Moment, stachelt ihn erneut an und schickt ihn zurück in die Nähe seiner Geliebten.
Im Kontrast dazu wird Gretchens Situation in Gretchens Stube verdeutlicht, alleine schon durch die gleichmäßige und kurze Liedform ihres Monologes im Vergleich zu Fausts langen und komplizierten Sätzen der Kontemplation. Sie bewundert Faust und beschreibt ihre Liebe zu ihm, doch erkennt: „Meine Ruh’ ist hin“ (V. 3386).
Nachdem die Situation der beiden Charaktere eingängig beschrieben worden ist, findet in Marthens Garten wieder ein Treffen zwischen Faust und Gretchen statt, wo sie ihm ihre Gretchenfrage stellt: „Nun sag’, wie hast du’s mit der Religion“ (V. 3415). Faust gibt eine umfassende und wortgewaltige Antwort, ohne Gretchen zu überzeugen. Sie sieht ihren inneren Konflikt verstärkt, gibt sich jedoch damit einverstanden, ihrer Mutter Fausts Schlaftropfen zu geben, so dass er sie in der Nacht besuchen kann.
Unbestimmte Zeit später unterhält sich Gretchen am Brunnen mit Lieschen. In diesem Gespräch macht Lieschen am Beispiel von Bärbelchen deutlich, wie uneheliche Schwangerschaften oder Kinder zur gesellschaftlichen Ausgrenzung oder gar Bestrafung geführt haben. Gretchen, die – wie nur untergründig deutlich wird – von Faust schwanger ist, erkennt ihre Sünde und ist verzweifelt und voller Angst. Gleich in der nächsten Szene (Zwinger) wendet sie sich an Maria (Mater Dolorosa) und bittet sie um Erbarmen.
Ihre Befürchtungen bewahrheiten sich in der Nacht: Mephisto tötet durch Faust ihren Bruder Valentin, der sie noch im Sterben als ehrlose Hure öffentlich bloßstellt.
Zur Katastrophe kommt es in der Szene im Dom, in der ein „böser Geist“ auf Gretchen einredet und ihr vorwirft, ihre Unschuld verloren zu haben. Es wird deutlich, dass ihre Mutter durch die Schlaftropfen gestorben ist. Zusammen mit ihrer Schwangerschaft und dem Tod ihres Bruders bedeutet dies eine unglaubliche Last für Gretchen, unter der sie am Ende der Szene in Ohnmacht fällt.
Die beiden darauf folgenden Szenen Walpurgisnacht und Walpurgisnachtstraum haben begrenzten Einfluss auf die Handlung. Mephisto versucht, Faust von Gretchen abzulenken. Diesem jedoch erscheint eine Gestalt des verurteilten und geköpften Gretchens, woraufhin er Mephisto in Trüber Tag. Feld. für die Katastrophe verantwortlich macht und seine Hilfe zur Rettung Gretchens fordert. Mephisto gesteht ihm dies zu, weist jedoch auf seine beschränkte Macht hin, die wohl von der Frömmigkeit Gretchens herrührt.
Beide reiten auf Zauberpferden zu Gretchen (Nacht. Offen Feld) und kommen dabei an einer Hexenzunft vorbei, die gerade einen Richtplatz weiht, welcher aber nicht der Platz ist, auf welchem Gretchen noch am nächsten Morgen hingerichtet werden soll. Sie soll auf dem Marktplatz unter dem Fallbeil sterben.
Im Kerker schließlich muss Faust Gretchen völlig verwirrt vorfinden. Sie hat ihr neugeborenes Kind getötet und soll dafür hingerichtet werden. Sie erkennt Faust zunächst nicht und hält ihn für den Henker, der sie verfrüht abholen will. Nachdem Gretchen ihn schließlich erkannt hat, will Faust sie zur Flucht überreden. Doch sie sträubt sich – auch weil Mephisto, gegen den Gretchen aus offensichtlichen Gründen eine intensive Aversion hegt, nach einer Weile hinzukommt. Schließlich drängt Mephisto Faust, Gretchen im Stich zu lassen, und beide verlassen Gretchen.

## Biographischer Hintergrund
Goethe hatte sich bereits in seiner Disputation vom 7. August 1771 an der Universität Straßburg mit der Frage beschäftigt, ob eine Kindsmörderin zum Tode verurteilt werden sollte. Kurze Zeit später verfolgte er in Frankfurt am Main den Fall der Dienstmagd Susanna Margaretha Brandt, die 1771 ihr neugeborenes Kind tötete. Sie wurde verhaftet, in einem Strafverfahren entsprechend den damaligen Gesetzen zum Tode verurteilt und am 14. Januar 1772 öffentlich hingerichtet.
Goethe arbeitete zu dieser Zeit als Rechtsanwalt in seiner Vaterstadt. Zahlreiche Prozessbeteiligte gehörten zu seinen Verwandten oder guten Bekannten. Er ließ sich Abschriften der Prozessakten anfertigen und war von der Geschichte der Brandtin so beeindruckt, dass die Tragödie um die Kindesmörderin Gretchen ein zentrales Motiv des Urfaust wurde. Doch generell beschäftigte sich Goethe viel mit diesem Thema. Bei einem Fall des Kindsmordes durch Johanna Catharina Höhn am 11. April 1783 fragte der Richter Goethe und zwei weitere um Rat, ob sein Urteil in Ordnung sei.
Goethe antwortete darauf: „[…] dass auch nach meiner Meinung räthlicher seyn mögte die Todesstrafe beyzubehalten.“
Die noch in Prosa verfasste Szene Im Kerker, der älteste Teil des Urfaust, entstand wahrscheinlich bereits kurze Zeit nach der Hinrichtung. Goethe nahm später in Dichtung und Wahrheit nicht Stellung zu dem Vorgang, sondern berichtet stattdessen lediglich in knapper, distanzierter Form: „Bald setzte ein entdecktes großes Verbrechen, dessen Untersuchung und Bestrafung die Stadt auf viele Wochen in Unruhe.“
Die Problematik der Kindstötung wurde im 18. Jahrhundert viel diskutiert. Sie wird auch in Werken von Zeitgenossen Goethes aufgegriffen, zu nennen sind Zerbin oder Die neuere Philosophie von Jakob Michael Reinhold Lenz sowie Die Kindermörderin von Heinrich Leopold Wagner.